# Рокка-Бузамбра
Рокка-Бузамбра (итал. Rocca Busambra) — гора высотой 1613 метров, является самой высокой вершиной горного хребта Сиканские горы, а также самой высокой вершиной на западе Сицилии. Находится на территории коммуны Годрано, в провинции Палермо.
Внешне похожа на плоский изолированный хребет или природный бастион, который возвышается над лесом Боско-делла-Фикуцца и состоит из скал Пиццо-Николози, Рокка-Арджентерия, Рокка-Рамуза и Пиццо-Бузамбра. Простирается на 15 км с запада (Пиццо-Николози) на восток (Пиццо-ди-Каза). Её склоны испещрены карстовыми полостями. Северная сторона горы имеет очень неровный рельеф, характеризуется вертикальными известняковыми скалами, некоторые из которых достигают высотой около 350 метров. Южный склон спускается более мягко.
Рокка-Бузамбра представляет собой естественный водораздел бассейнов рек Беличе-Синистра и Сан-Леонардо.
На северной стороне Рокка-Бузамбра находится впадина, которую в прежние времена мафия использовала, сбрасывая в неё тела своих жертв.
С вершины открывается прекрасная панорама, которая охватывает большую часть долины.